# WarioWare: Touched!
WarioWare: Touched!, conosciuto in Giappone come Sawaru Made in Wario (さわる メイドインワリオ?), è un videogioco d'azione e rompicapo della serie WarioWare, primo per la console Nintendo DS e primo in cui appare Ashley, sviluppato dalla Intelligent System e pubblicato dalla Nintendo nel 2004. Insieme a Kirby: L'oscuro disegno e Metroid Prime: Hunters, è considerato come miglior gioco che sviluppava meglio le novità del Nintendo DS.

## Trama
Wario sta camminando per strada dopo aver rubato un Game Boy Advance e un Game Boy Advance SP,poi inciampa e fa cadere le console in un tombino. Il Guru delle Fogne vola fuori con le console e anche con un Nintendo DS, e gli chiede quale gli fosse caduto nel tombino. Wario risponde, "Dammele tutte quante!" e si lancia verso il Guru delle Fogne,facendo cadere entrambi nel tombino. Dopo una rissa, Wario emerge con il Nintendo DS. Wario nota che il portatile ha 2 schermi ma che non ha pulsanti.
Non sapendo come giocare, Wario perde a un minigioco e lo scuote con rabbia, pensando che fosse rotto. Però,lo stilo vola nella sua mano e Wario si rende conto che deve usarlo sullo schermo inferiore. Vince il minigioco e realizza di poter raddoppiare il profitto di questo apparecchio per creare giochi touch.

## Modalità di gioco
Come WarioWare: Twisted! si concentra su microgiochi di rotazione del giroscopio questo gioco si concentra sull'uso del Touch screen, ma non sempre: ci sarà un personaggio che chiederà i pulsanti o il giroscopio. Questo gioco infatti serve a mostrare le potenzialità del DS.

## Sviluppo
| Personaggio  | Sfida              | Storia | Modalità   |
| ------------ | ------------------ | --- | ---------- |
| Wario        | Allenamento Touch  | Dopo essersi ingolfato di dolci, Wario fa visita al Dott. Dolori, il suo dentista che gli cura la carie. Dopo essere guarito, Wario torna ai suoi affari, ma un'altra ingolfata di dolci presso L'angolo dolce, Wario ritorna da Dolori | Toccare    |
| Mona         | Tocchi Stuzzicanti | Mona deve tenere un concerto in quanto ora è la cantante più celebre della città, ma la precedente regina, Vanessa, decide di fargliela pagare.                                                                                         | Scorrere   |
| Jimmy T.     | Ballo Strofinato   | Al Club Zucchero Jimmy si esibisce assieme alla sua famiglia, quando una mosca si ficca sotto la sua parrucca, facendo venire prurito a Jimmy                                                                                           | Strofinare |
| Jamie T.     | Mix di Jamie T.    | Misto di tutte le precedenti sfide | Misto      |
| Kat e Ana    | Stilo Ninja        | Ana vuole fare merenda ma una scimmia le ruba le banane e con l'aiuto di Zampa, Ana si mette sulle tracce del ladro, seguita da Kat e la loro aquila.                                                                                   | Scrivere   |
| Ashley e Red | Trascinio Totale   | Ashley, per preparare una pozione, decide di usare Orbulon come ingrediente finale. Red decide di andarlo ad acchiappare. | Trascinare |

## Accoglienza
complessivamente il Gioco ha venduto 2,47 milioni di copie.